# Чагатай Улусой
Чаатай Улусой (на турски: Çağatay Ulusoy) е турски актьор с български произход и модел. Познат е най-добре с образа на Емир Сарафоулу от сериала „Огледален свят“ и с образа на Яман Копер от сериала „Кварталът на богатите“.

## Живот и кариера
Роден е на 23 септември 1990 г. в Истанбул, Турция. Баща му е имигрант от България, а майка му е от Босна. Има по-малък брат. От ранна възраст тренира активно баскетбол и плуване. След завършване на средно образование е приет в Истанбулския университет, където изучава ландшафна архитектура във Факултета по горско стопанство. През 2010 г. печели конкурса „Най-добър модел на Турция“ и още същата вечер получава предложение за главна мъжка роля в сериала „Adını Feriha Koydum“, известен в България под името „Огледален свят“. Така започва кариерата му в киното и телевизията. За да отговори на предизвикателствата, Чаатай започва да развива таланта си, като посещава уроци по актьорско майсторство при квалифицирани преподаватели.
Паралелно със снимките в сериала „Огледален свят“, където Чаатай Улусой изиграва образа на богаташа Емир Сарафоулу, той прави и първата си роля в киното. През 2011 г. изпълнява поддържаща роля като лейтенант Ахмет Онур в игралния филм „Anadolu Kartalları“ („Анадолски орли“). Сериалът „Огледален свят“ има два много успешни сезона и режисьорите канят Чаатай за трети с ново заглавие „Пътят на Емир“, но снимките спират през 2012, защото рейтингът на сериала не е толкова висок, колкото се е очаквало първоначално. След партньорството му с Хазал Кая в първите два сезона, в третия играе заедно с Гизем Караджа, но публиката така и не я харесва. Заедно с нея, както и с редица други актьори от същия сериал, Чаатай е обвинен в употреба на упойващи вещества по време на купон, започва съдебен процес, който приключва след две години с оправдателна присъда за актьора.
През септември 2013 г. той започва снимки в сериала „Medcezir“ („Прилив и отлив“) на продуцентска къща Ay Yapım, римейк на американския сериал „The O.C.“(„Кварталът на богатите“), където е в ролята на Яман Копер и си партнира с актрисата Серенай Саръкая.
Тази роля носи на Чаатай Улусой признанието „Най-добър актьор“ за 2015 г. и той получава наградата „Златна пеперуда“, най-високото отличие на Турското кино.
През лятото на 2015 г. Чаатай се снима в игралния филм „Delibal“ („Див мед“) заедно с актрисата Лейла Лидия Туутлу.
От септември 2016 г. стартира новият телевизионен сериал „Içerde“ („Вътрешен човек“), в който актьорът е в главната роля на смел полицейски служител под прикритие.

## Личен живот
От 2013 г. Чаатай има връзка с актрисата Серенай Саръкая, но през 2015 г. двойката се разделя.

## Филмография

### Телевизия
| Година      | Заглавие                   | Роля                    |
| ----------- | -------------------------- | ----------------------- |
| 2009        | Опасни улици               | Младеж, седнал в кафене |
| 2011 – 2012 | Огледален свят             | Емир Сарафоулу          |
| 2012        | Пътят на Емир              | Емир Сарафоулу          |
| 2013 – 2015 | Кварталът на богатите      | Яман Копер              |
| 2016 – 2017 | Вътрешен човек             | Сарп Йълмаз             |
| 2018 – 2020 | Защитникът                 | Хакан Демир/Мухафъз     |
| 2020        | Обадете се на мениджъра ми | Себе си                 |
| 2021        | Зеленият бор               | Семих Атеш              |
| 2023        | Шивачът                    | Пеями Докумаджъ         |
| 2024        | Безпощаден                 | Даахан Ялчън            |
| 2025        | Мечтата на Ешреф           | Ешреф Тек               |

### Филми
| Година | Заглавие        | Роля       |
| ------ | --------------- | ---------- |
| 2010   | Реджеп Иведик 3 | статист    |
| 2011   | Анадолски орли  | Ахмет Онур |
| 2012   | Параноя         | статист    |
| 2015   | Див мед         | Баръш Аяз  |

## Награди и номинации
| Година | Категория                                 |
| ------ | ----------------------------------------- |
| 2010   | „Най-добър модел на Турция“ (Първо място) |
| 2011   | „Най-добър дебют“                         |
| 2013   | „Най-добър актьор“                        |
| 2013   | „ТВ актьор на годината“                   |
| 2014   | „Най-стилен актьор на годината“           |
| 2014   | „Най-качествен актьор“                    |
| 2014   | „Най-добър драматичен актьор“             |
| 2014   | „Най-добър драматичен актьор в сериал“    |
| 2014   | „Най-добър актьор“                        |
| 2014   | „Най-добър актьор“                        |
| 2014   | „Феномен на годината“                     |
| 2015   | „Най-добър актьор“                        |
| 2015   | „Актьор с най-голямо възхищение в сериал“ |
| 2015   | „Най-добър драматичен актьор“             |
| 2015   | „Най-добър актьор“                        |
| 2015   | „Най-добър актьор“                        |